# موگوا-چا
موگوا-چا (کره‌ای: 모과차) یا چای بهِ یک چای سنتی کره‌ای است که با میوه به چینی درست می‌شود. معمولاً موگوا-چا از طریق مخلوط کردن موگوا-چونگ (به نگهداری شده در عسل یا شکر) با آب داغ تهیه می‌شود. همچنین می‌توان این چای را با جوشاندن بهِ خشک شده در آب یا مخلوط کردن پودر خشک شده بهِ با آب گرم تهیه کرد.